# Civil Air Patrol
A Civil Air Patrol (CAP), em português "Patrulha Aérea Civil", é uma corporação sem fins lucrativos, patrocinada pelo Congresso e apoiada pelo governo federal, que serve como força auxiliar civil oficial da Força Aérea dos Estados Unidos (USAF). A CAP é uma organização voluntária com uma afiliação voltada para a aviação que inclui pessoas de todas as origens, estilos de vida e ocupações. O programa é estabelecido como uma organização pelo Título 10 do Código dos Estados Unidos e seus objetivos definidos pelo Título 36.
Os membros da organização consistem em cadetes de 12 a pouco menos de 21 anos de idade e membros seniores com 18 anos de idade ou mais. Cada um desses dois grupos tem a oportunidade de participar de uma ampla variedade de atividades; o programa de cadetes contribui para o desenvolvimento do primeiro grupo com um plano de estudos estruturado e uma organização baseada nas classificações e notas salariais da Força Aérea dos Estados Unidos, enquanto os membros mais antigos servem como instrutores, supervisores e operadores. Todos os integrantes usam uniforme no desempenho de suas funções.
Em todo o país, a CAP é uma das principais operadoras de aeronaves monomotoras da aviação geral, utilizadas na execução de suas várias missões, incluindo voos de orientação para cadetes e o fornecimento de recursos significativos de serviços de emergência. Por causa dessas amplas oportunidades de voo, muitos membros da CAP tornam-se pilotos licenciados.
Em termos de organização e hierarquia, a CAP é chefiada pela Sede Nacional (com autoridade sobre a organização nacional) seguida por oito comandos regionais e 52 alas (cada um dos 50 estados mais Washington, D.C. e Porto Rico). Cada ala supervisiona os grupos e esquadrões individuais que constituem a unidade operacional básica da organização.

## História
A Civil Air Patrol foi concebida no final dos anos 1930 pelo defensor da aviação Gill Robb Wilson, que previu o potencial da aviação geral para complementar as operações militares dos Estados Unidos. Com a ajuda do prefeito de Nova York Fiorello H. LaGuardia, na qualidade de então Diretor do "Office of Civilian Defense", a CAP foi criada com a "Ordem Administrativa 9", assinada por LaGuardia em 1 de dezembro de 1941 e publicada em 8 de dezembro de 1941. A Civil Air Patrol teve 90 dias para provar seu valor ao Congresso. O major-general John F. Curry foi nomeado o primeiro comandante nacional. O empresário do petróleo do Texas David Harold Byrd foi cofundador da CAP.
Durante a Segunda Guerra Mundial, a CAP foi vista como uma forma de usar os recursos da aviação civil da América para ajudar no esforço de guerra, em vez de simplesmente mantê-los em terra. A organização assumiu muitas missões, incluindo patrulha e guerra anti-submarino, patrulhas de fronteira e serviços de correio. Durante a Segunda Guerra Mundial, a patrulha costeira da CAP supostamente voou 24 milhões de milhas e avistou 173 U-boats inimigos, lançando um total de 82 bombas e cargas de profundidade ao longo do conflito. Dois submarinos foram supostamente destruídos por aeronaves da CAP, mas pesquisas posteriores descobriram que não havia base para essa afirmação. Ao final da guerra, 68 membros da CAP haviam perdido suas vidas no cumprimento do dever.
Com a aprovação da Lei de Segurança Nacional de 1947 e a criação da Força Aérea dos Estados Unidos, a CAP tornou-se força auxiliar da USAF em 1948, e sua carta constitutiva declarava que nunca mais se envolveria em atividades de combate direto, mas estaria ser de natureza beneficente. A organização "supervisora" da USAF que supervisiona a CAP mudou várias vezes. Isso incluiu o antigo "Continental Air Command" em 1959, o antigo "Headquarters Command, USAF" em 1968, para a "Air University" (UA) em 1976. 
Após a reatribuição da "Air University" como um comando subordinado ao "Air Education and Training Command" (AETC) em 1993, a supervisão da USAF sobre a CAP fluiu da AETC no nível de 4 estrelas, para a UA no nível de 3 estrelas, para o "Jeanne M. Holm Center for Officer Accessions and Citizen Development" no nível de 1 estrela, para uma unidade subordinada da 1ª Força Aérea no nível 3 estrelas e com "Civil Air Patrol-U.S. Air Force" como unidade autônoma lidera no nível Coronel (O-6). Desde seu estatuto de incorporação, a CAP tem mantido seu relacionamento com a USAF, e tem continuado suas três missões determinadas pelo Congresso.

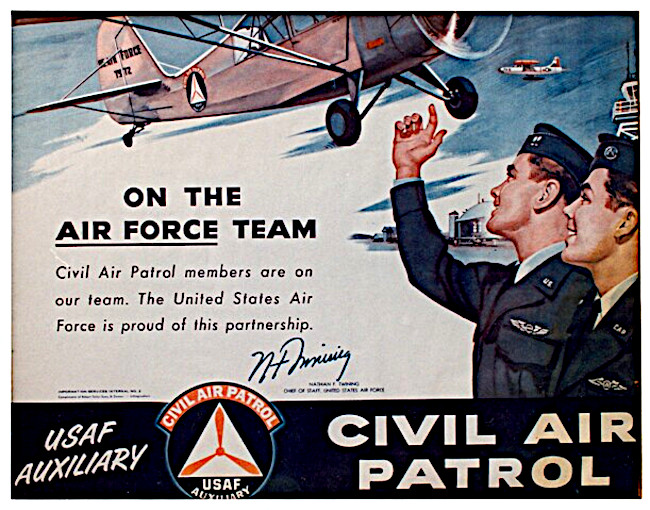
"On the Team", pôster da Civil Air Patrol (1955) apresentando um aviador da Força Aérea e um cadete da CAP, com um L-16 da CAP e um F-94 da Força Aérea voando sobre suas cabeças. Este pôster apresenta a assinatura do então Chefe do Estado-Maior da Força Aérea dos Estados Unidos, General Nathan F. Twining.

Em 14 de junho de 2011, a Civil Air Patrol foi premiada com o título "Roving Ambassador of Peace" ("Embaixador Itinerante da Paz") pelo Conselho de Premiação do "World Peace Prize" por seu impacto positivo nas comunidades americanas, seus esforços para salvar vidas e por "preservar a liberdade para todos". Durante o 113º Congresso dos Estados Unidos, tanto o Senado quanto a Câmara dos Representantes votaram para aprovar um projeto de lei que concederia a Medalha de Ouro do Congresso aos membros da Civil Air Patrol da Segunda Guerra Mundial. A medalha seria apresentada "em reconhecimento ao serviço militar e histórico exemplar durante a Segunda Guerra Mundial".
Em outubro de 2021, a Civil Air Patrol foi premiada com o "Master’s Trophy" para a Região da América do Norte naquele ano pela "Honourable Company of Air Pilots". A citação do prêmio mencionou o serviço prestado pela força auxiliar durante a pandemia de COVID-19 e a resposta de socorro ao furacão Ida.

## Alas da CAP
A CAP possui as seguintes "alas":
- Nos Estados
  - Alabama Wing Civil Air Patrol
  - Alaska Wing Civil Air Patrol
  - Arizona Wing Civil Air Patrol
  - Arkansas Wing Civil Air Patrol
  - California Wing Civil Air Patrol
  - Colorado Wing Civil Air Patrol
  - Connecticut Wing Civil Air Patrol
  - Delaware Wing Civil Air Patrol
  - Florida Wing Civil Air Patrol
  - Georgia Wing Civil Air Patrol
  - Hawaii Wing Civil Air Patrol
  - Idaho Wing Civil Air Patrol
  - Illinois Wing Civil Air Patrol
  - Indiana Wing Civil Air Patrol
  - Iwoa Wing Civil Air Patrol
  - Kansas Wing Civil Air Patrol
  - Kentucky Wing Civil Air Patrol
  - Louisiana Wing Civil Air Patrol
  - Maine Wing Civil Air Patrol
  - Maryland Wing Civil Air Patrol
  - Massachusetts Wing Civil Air Patrol
  - Michigan Wing Civil Air Patrol
  - Minnesota Wing Civil Air Patrol
  - Mississippi Wing Civil Air Patrol
  - Missouri Wing Civil Air Patrol
  - Montana Wing Civil Air Patrol
  - Nebraska Wing Civil Air Patrol
  - Nevada Wing Civil Air Patrol
  - New Hampshire Wing Civil Air Patrol
  - New Jersey Wing Civil Air Patrol
  - New Mexico Wing Civil Air Patrol
  - New York Wing Civil Air Patrol
  - North Carolina Wing Civil Air Patrol
  - North Dakota Wing Civil Air Patrol
  - Ohio Wing Civil Air Patrol
  - Oklahoma Wing Civil Air Patrol
  - Oregon Wing Civil Air Patrol
  - Pennsylvania Wing Civil Air Patrol
  - Rhode Island Wing Civil Air Patrol
  - South Carolina Wing Civil Air Patrol
  - South Dakota Wing Civil Air Patrol
  - Tennessee Wing Civil Air Patrol
  - Texas Wing Civil Air Patrol
  - Utah Wing Civil Air Patrol
  - Vermont Wing Civil Air Patrol
  - Virginia Wing Civil Air Patrol
  - Washington Wing Civil Air Patrol
  - West Virginia Wing Civil Air Patrol
  - Wisconsin Wing Civil Air Patrol
  - Wyoming Wing Civil Air Patrol

- No distrito federal
  - National Capital Wing Civil Air Patrol
- Nas áreas insulares
  - Puerto Rico Wing Civil Air Patrol

## Atividades especiais
Os membros cadete e e sênior da CAP são incentivados a participar de "atividades extras", na forma de eventos e acampamentos, que fazem parte das "National Cadet Special Activities" (NCSA), concorrendo para o sistema de pontuação objetiva para sua avaliação no programa de formação. Em 6 de junho de 2020, a Patrulha Aérea Civil divulgou uma lista de atividades para 2021.
Nesse contexto, dois eventos merecem destaque: 
- O "National Blue Beret (NBB)" os "Boinas Azuis" da CAP. O evento tem a duração de duas semanas e está configurado para que a segunda semana coincida com o evento anual "EAA AirVenture". Os participantes são cadetes e membros seniores da PCA que devem passar por um processo seletivo competitivo para comparecer ao evento, recebendo sua "boina azul". Os participantes ajudam a conduzir as operações do evento, incluindo o atendimento de pista, controle de multidão e serviços de emergência.[19]
- O "International Air Cadet Exchange" um evento criado em 1947 que propõe e executa um intercâmbio de cadetes entre países associados. Os cadetes passam aproximadamente duas semanas todo julho/agosto com seus colegas estrangeiros.[20]